# Anabarbucht

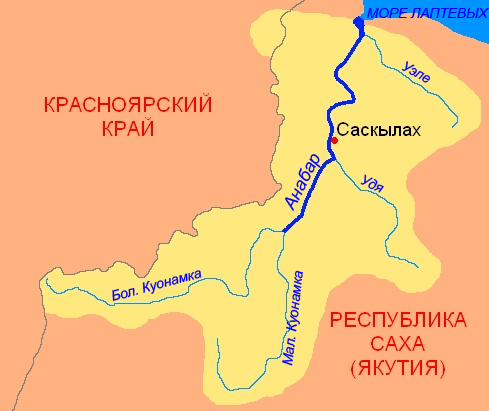
Einzugsgebiet von Anabarbucht (oben) und Anabar (Oberlauf: Große Kuonamka) mit den Flüssen Kleine Kuonamka, Udja und Uele, Republik Sacha (rechts), Region Krasnojarsk (links); zudem Laptewsee im Nordpolarmeer (oben rechts) und Dorf Saskylach (mittig)

Die Anabarbucht (russisch Анабарский Губа, Anabarski Guba) ist die im Nordwestteil der Republik Sacha (Jakutien) und im Nordteil von Sibirien und Russland (Asien) gelegene und einzige Bucht des zur Laptewsee (Nordpolarmeer) gehörenden Anabargolfs (Анабарский залив, Anabarski Zaliw) und zugleich der Ästuar (Mündungstrichter) des Anabar, einem Strom des Nordsibirischen Tieflands.

## Geographische Lage
Die Anabarbucht stößt als recht langgestreckter und verhältnismäßig schmaler Südwestteil des Anabargolfs, dem Südwestteil der arktischen Laptewsee, in das Nordsibirische Tiefland und damit in den Nordwestteil der nordostrussischen Republik Sacha. Sie nimmt insbesondere den von Süden aus dem Tiefland kommenden Strom Anabar auf, dessen Wasser durch die Bucht nach Norden in den Anbargolf fließt. Etwas östlich der Bucht liegt der Höhenzug Prontschischtschewa-Rücken.
Die Meeresbucht ist etwa 24 km lang und im Mittel 5 bis 7 km breit. In ihrem Südteil gibt es viele Untiefen; zugleich liegt dort mit 12 m aber auch ihre tiefste Stelle. Die Hügel an der Ostküste der Bucht sind maximal 73 m hoch und jene an ihrer Westküste erreichen bis 60 m Höhe. In die Bucht münden neben der von Süden heran fließenden Anabar und weiteren Fließgewässern von Westen die Suolema und von Osten die Uele. In den kleinen Ästuaren dieser Buchtzuflüsse und in der Anbarbucht selbst liegen ein paar kleine Inseln, die größte der Hauptbucht heißt Arangastach; sie liegt nordöstlich des Einflusses der Uele und ist etwa 5 km lang und 1 km breit.

## Flora, Klima und Eisgang
Im Hinterland der vegetationslosen Küsten der Anabarbucht herrschen Tundra mit Moosen und Flechten vor, wobei Frostschuttwüsten bis an die Strände reichen. Die Winter sind lang und extrem kalt, die Sommer kurz und kalt. Etwa von Oktober bis Juli ist die Bucht von Eis bedeckt. Wenn im Sommer Eis und Schnee schmelzen, treibt der Anabar oftmals Hochwasser durch die Bucht in den Anabargolf.

## Geschichte
Der russische Polarforscher Eduard Toll (1858–1902), der erste Forscher der Landschaftsteile zwischen Anabar und westlichem Popigai sowie Anabar und östlichem Olenjok kartierte, erforschte die Anabarbucht im Jahr 1893.

## Ortschaften
An der Anabarbucht gab es in der Zeit der Sowjetunion zwei Ansiedlungen: Am Übergang von Bucht und Golf befand sich südöstlich des Kap Chorgo (⊙) unweit der Ostküste Chorgo und im Süden lag am Ostufer nahe dem Einfluss des Anabar in die Bucht, damit gegenüber der Suolema-Mündung, Tostuja (⊙). An der Bucht liegen keine Ansiedlungen.